# El Tuito
El Tuito es la cabecera municipal de Cabo Corrientes, en el estado de Jalisco, México. Según el censo de 2020, tiene una población de 3835 habitantes.
Por decreto número 4955, publicado el 18 de marzo de 1944, se elevó a la categoría de municipalidad la delegación de El Tuito, que pertenecía al municipio de Puerto Vallarta, denominándose desde entonces municipio de Cabo Corrientes.
El significado de la palabra tuito es una degeneración de la palabra teotl ("dios"). Las palabras tiul o tuitlán significan "lugar de dios", "lugar divino" o "lugar de belleza".

## Ubicación
La localidad está situada en el oeste del estado de Jalisco, al sur del municipio de Puerto Vallarta. Este poblado se encuentra en las coordenadas 20°19’ 06’’ de latitud norte y 105°19’ 26’’ de longitud oeste.
Está ubicada a una altitud de 605 metros sobre el nivel del mar.

## Historia
Fue fundada en el siglo XVI por colonos españoles y portugueses, acompañados de población tlaxcalteca que introdujo la lengua náhuatl en la región. Antes de la Conquista el territorio estaba poblado por huicholes, coras y tecuexes.
Para marzo de 1525 los conquistadores, dirigidos por Francisco Cortés de San Buenaventura, ya habían ocupado Xalisco. Pero cuando bajaban hacia el mar se encontraron con un grupo de indígenas armados de macanas, arcos y dardos. Cada uno de ellos llevaba en su posesión una banderilla hecha de plumas de muchos colores. Como los nahuas los superaban en número, el capitán Francisco Cortés rehusó combatir con ellos, pero uno de los capitanes que lo acompañaban, Ángel de Villafaña, le dijo que deberían hacerles frente y combatir contra ellos, así que clavaron en el terreno cuatro estandartes reales y otro de carmesí y damasco con la imagen de la Virgen María por un lado y por el otro una cruz.
Cuando los nahuas observaron los estandartes de la Virgen, se llenó de vivos resplandores, y los indios pensaron que los peninsulares eran personas mandadas por su dios, de manera que en vez de atacar se juntaron postrados y arrastraron sus banderas para colocarlas a los pies de Juan de Villadiego, que era el que portaba el estandarte, y ante Francisco Cortés dejaron caer todas sus armas, demostrándole que no pelearían. Después de esto los aborígenes los recibieron y albergaron en su pueblo; los acompañaron con música, bailes, etc., y en recuerdo de este acontecimiento llamaron a aquel lugar "Valle de Banderas".
En el periodo de 1825-1890 esta localidad formaba parte del sexto cantón de Autlan y posteriormente formó parte del décimo cantón de Mascota. En el año de 1843 se le dio el nombre de San Pedro del Tuito y el 14 de marzo de 1844 por decreto del congreso se le nombró al Tuito como delegación del municipio de Cabo Corrientes.
En El Tuito, los habitantes festejan su fundación el 1 de abril de cada año.

### Cronología
- 1525	El 8 de abril, el capitán Francisco Cortés de San Buenaventura logra la conquista de la zona de El Tuito.
- 1857 Pablo Ríos se levantó en armas contra los conservadores en la guerra que duró tres años por las Leyes de Reforma. Levantó en armas a la gente de la región de El Tuito, Tomatlán, Mascota y Talpa. D. Pablo fue investido por el general Ramón Corona como Jefe Militar Regional de la Costa de Jalisco. Combatió en la región del Tuito, Tomatlan, Talpa, Mascota y Tepic. Saliendo airoso en la mayoría de las batallas en que participó. Llegó a tener un contingente a su mando de una fuerza de más de 2000 hombres armados y a caballo. Fue un liberal reconocido.

En 1858 recibió en su casa a Benito Juárez, quien venía huyendo de Guadalajara, después de sufrir un atentado. Estuvo en El Tuito durante un corto tiempo y luego salió rumbo a Colima. Posteriormente siguió hasta Luisiana, en EE.UU.
Desde 1867, persiguió y combatió a Manuel Lozada “El Tigre de Alica”, un cacique nayarita, de ideas monárquicas y agraristas (apoyado por el clero), que se había alzado contra el gobierno federal (liberal) y protegido por el Emperador Maximiliano I.
En 1871 el grupo de Lozada fue derrotado, en el Rancho “La Mojonera”, logrando salvar al “Pueblo de Tequila”  de su invasión y un posible ataque planeado a la ciudad de Guadalajara. Capturándolos y más tarde fusilando a su jefe en 1873, por las fuerzas de Ramón Corona (comandadas por Pablo Ríos) pero quedaron algunos malhechores prófugos y que siguieron haciendo fechorías.
En 1876, Pablo Ríos fue avasallado y matado en una emboscada, durante un viaje de vigilancia, en el norte de Jalisco, por una gavilla de franceses prófugos y varios renegados conservadores mexicanos e indígenas que habían sido liderados por el tal Manuel Lozada, el cacique nayarita antes mencionado, y que andaban asaltando y robando en un extenso territorio de Jalisco, Nayarit y Sinaloa, desde poco después de acabada la intervención francesa en 1867.
En dicho año Pablo tuvo el honor de acompañar a Querétaro a su jefe, el general Ramón Corona, a lograr la captura y la rendición del Emperador Maximiliano, hasta el acto de la entrega de su sable real (como signo de su rendición).
Pablo defendió y ayudó a toda esa región, por lo que los pueblos de Tomatlán y El Tuito lo consideran su prócer y lo recuerdan con gratitud por todo lo que hizo por ellos. Y por eso la que fue la calle principal de El Tuito lleva su nombre.
- 1871	La comisaría de El Tuito forma parte del distrito de Talpa.
- 1872	El general Porfirio Díaz se mantuvo oculto en diferentes partes del municipio al levantarse en armas contra el gobierno de Benito Juárez cuando se dirigía a Mazatlán.
- 1905	El Tuito se convierte en la comisaría de Tomatlán.
- 1924	El Tuito se convierte en parte del municipio de Puerto Vallarta.
- 1944	El 18 de marzo, por orden número 4955, la delegación de El Tuito se erige como municipio con el nombre de Cabo Corrientes.

## Clima
El clima en la región del Tuito es templado con primaveras secas y cálidas y sin una estación invernal definida. Este municipio tiene un clima muy agradable ya que su temperatura media anual es de 25,6 °C. Los vientos predominantes son en dirección hacia el noroeste y con temporadas de lluvia en los meses de junio a septiembre. Las precipitaciones medias anuales son de 878,3 milímetros.

## Flora y fauna

### Flora
Su flora se compone de diversas variedades de árboles frutales, como los siguientes: mango, lima, limón, naranja, guayaba y aguacate. Otras variedades de vegetación incluyen el cedro, roble, nogal, pino, encino, capomo, sinacacao, árbol de chicle y árbol maría.

### Fauna
Esta región tiene una fauna variada y los animales que la conforman son venados, serpientes, alacranes, mapaches, murciélagos, tejones, ardillas, palomas, pericos, zorros, tlacuaches, armadillos, datos que arroja un estudio realizado por el protector del medio ambiente y zoólogo Sergio Medina.
En la costa de Cabo Corrientes están presentes diversas especies de animales marinos de interés. Destacan cinco especies de tortugas marinas, cuatro de ellas anidan en sus playas arenosas: golfina (Lepidochelys olivacea), la negra o prieta (Chelonia mydas agassisi), laúd o garlápago (Dermochelys coriacea) y carey (Eretmocheys imbricata) y Caretta caretta se alimenta en estado juvenil en la zona marina. Es común la presencia de ballenas, delfines y orcas que pueden avistarse en recorridos por la zona. El extremo sur de la costa del Municipio forma parte del Área Natural Protegida Santuario Playón de Mismaloya, el espacio más grande de México para protección de tortugas marinas.
En la zona terrestre, destaca la presencia de prácticamente todos los felinos de México, especialmente jaguares y pumas, que son perseguidos por cazadores furtivos sin que exista un programa institucional para su protección. No se han efectuado inventarios ni estudios apropiados, pese a que es reconocido como uno de los territorios más ricos en biodiversidad y con relativo buen grado de conservación.

## Hidrografía
El Tuito forma parte interna de la cuenca Pacífico Centro, subcuenca Ameca- Tomatlán, Tomatlán - Río Cuale, siendo como principales corrientes los ríos: “La Puerta”, “Zicatán”, “Tecolotlán”. Los arroyos de temporada son: El “Ipala” y “La Boquita”; los arroyos permanentes son: “Puchiteca”, “Tabo Piloro”, “Maxeque” y “La Peñita”. El Tuito cuenta con muchos manantiales y esteros como pueden ser: “Mayto”, “La Boquita” y “Tecolotlán”.

## Topografía
Su superficie está compuesta por tres cuartas partes de zonas elevadas con alturas aproximadamente de 800 a 1800 metros sobre el nivel del mar.
La otra cuarta parte está compuesta de zonas formadas por lomas y cerros no muy elevados entre 0 a 400 metros sobre el nivel del mar.

## Suelo
Este territorio está compuesto por territorios de composición de suelos predominantes, estos tipos de suelo son: Regosol Éutrico, Feozem Háplico, y Litosol.
Regosol éutrico: es claro, es de un origen rocoso idéntico a su especie y tiene un grosor de una sola capa.
Feozem háplico: este es un suelo de cualquier clima pero es más en el clima de lluvias.
Litosol: este es suave y en algunas de las zonas es con una superficie oscura.

## Economía
Las principales actividades económicas que destacan en El Tuito son: agricultura, ganadería, la industria, explotación forestal, la pesca y el turismo
- Dentro de la agricultura los que más destacan son: el sorgo, el maíz, ajonjolí y café.
- En la ganadería destacan la cría del: bovino, porcino, caprino, equino y distintos tipos de aves.
- En la actualidad se cuenta con pequeñas industrias en la cabecera municipal. Las principales ramas son la conversión de alimentos, productos lácteos, las pasturas, tequileras, raicilleras, tienen una gran producción de café.
- Explotación forestal.- Existe actividad forestal de productos que no son maderables y estos hacen referencia a la explotación de la goma de chilte y almendras de coquito de aceite.
- La pesca en el municipio se lleva a cabo por medio de la explotación de diferentes especies (gorro, ostión, jaiba y pescados), en la venta de estos destaca El Tuito.
- Dentro del turismo del Tuito podemos visitar los bosques localizados en el sur del Tuito.

Sep/2009:
Explotación Forestal. Según el último Censo Agropecuario del INEGI, Cabo Corrientes es el principal productor forestal con el mayor volumen de madera extraída de todo el Estado de Jalisco.
Turismo. No existe un directorio oficial ni programa formal de promoción de prestadores de servicios turísticos en el Municipio de Cabo Corrientes. Alojamiento: 2 hoteles formales más algunos lugares que rentan cuartos económicos en El Tuito; en la zona de playa oeste del Municipio: cabañas rústicas (4 conjuntos) en el poblado Villa del Mar; habitaciones en Mayto. Alimentación en El Tuito (restaurantes y fondas de comida típica de la zona, tacos, cenadurías. Comida internacional en Bar Machis). Hay tiendas donde pueden adquirirse productos típicos de la zona (raicilla, quesos, café)
En la zona de Villa del Mar, pueden realizarse estancias para participar en actividades de conservación de tortugas marinas, en apoyo a la Universidad de Guadalajara y a un Comité Comunitario de Vigilancia Ambiental, como parte de la oferta de verdadero ecoturismo.

## Atractivos
El Tuito cuenta con la población más antigua del municipio. Los colores naranja y amarillo de las casas distinguen a este poblado.
Respecto a sus sitios de interés, se encuentran la plaza principal, donde se puede admirar el jardín del templo, rodeado con palmeras y árboles esplendorosos, así como el árbol "María". Las ruinas de la Ex Hacienda San José que es otro atractivo que data desde 1875. Se encuentran también restaurantes donde se puede encontrar antojitos mexicanos y cafeterías.
Hay bares como El Tuito, como tambien Machis, La Oficina entre otros.

## Fiestas y tradiciones
-12 de enero: Celebración a la Virgen de Guadalupe. Esta celebración dura nueve días, durante los cuales se llevan a cabo eventos deportivos, peregrinaciones con danza, música, flores, estandartes y cohetes, en los últimos tres días se organizan bailes y se ponen puestos en los portales de la iglesia y el último día se celebra una misa en honor a la Virgen de Guadalupe.
-1 de abril: Día de la construcción de la cabecera municipal de El Tuito.
-10 de mayo: Celebración a las madres.
Estas fiestas son celebradas en la plaza del centro del pueblo, con música y cohetes.

## Religión
La religión que prevalece en esta región es el cristianismo católico, solo se cuenta con un sacerdote asignado. Aparte, hay los que se consideran ser adventistas del Séptimo Día. Unas cuantas son de religión judía y otros que afirman ser no creyentes. Por último, hay una pequeña cantidad de los testigos de Jehová.

## Medios de comunicación
El Tuito cuenta con los siguientes medios de comunicación, teléfono, fax, telégrafo, correo, y radiotelefonía. En el año 2008, se agregó servicio del internet de banda ancha y teléfono celular.

### Vías de comunicación
El transporte terrestre se realiza por la carretera Guadalajara-Barra de Navidad-Puerto Vallarta. Todas las localidades del municipio se comunican con el Tuito (cabecera del municipio de Cabo Corrientes) por medio de caminos de terracería, el transporte aéreo de realiza a través del aeropuerto de Puerto Vallarta o a través de la aeropista con la que cuenta el municipio de Cabo Corrientes. El transporte interurbano de pasajeros se lleva a cabo en autobuses de paso; existen las líneas Autotransportes Cihuatlán y Servicios Coordinados del grupo Flecha Amarilla. Además cuenta con una línea de autobuses locales que cubren la ruta El Tuito - Puerto Vallarta con servicio cada media hora.

Jaguar.

## Proyectos

### Proyecto-Jaguar
Este proyecto se lleva a cabo desde el año 2003, con la finalidad de proteger al jaguar y especies asociadas. Con el apoyo de SEMARNAT Jalisco, la UMA Santa Cruz del Tuito y Servicios Forestales el Tuito (Responsable Técnico de la UMA) construyeron en la sierra un albergue "Refugio Jaguar" de 1,1 hectáreas con la vegetación natural en su interior. En el albergue se mantiene un jaguar hembra llamada "Pecas", que fue recuperada de manos de un cazador siendo un cachorrito en el año 2003 y actualmente (junio 2008) tiene una cría que mantendrá en condiciones lo más naturales posibles. Con el albergue se busca realizar actividades eco turísticas y educativas con la finalidad de proteger al jaguar en la región y concientizar a la población.

## Servicios públicos
Este municipio ofrece a los habitantes una cierta variedad de servicios, los cuales son: de agua potable y alcantarillado, alumbrado público, mercado, rastro, jardines, parques, seguridad pública y centros deportivos.
Entre los servicios básicos más importantes los habitantes que disponen de agua potable se obtiene una cobertura de 53,8%, en alcantarillado es de 54,7% la cobertura de servicio de energía eléctrica es de 52,3%.
Cuenta con centro de salud en la cabecera municipal, además de casas de salud en algunas rancherías, se cuenta con el acceso a medicinas de patente y genéricos en la farmacia y perfumería ubicada en la calle 1.º de Abril.

## Cultura
En su cultura, su traje típico es de manta con bordados, aquí producen huaraches y piezas de alfarería, su comida más destacada son algunos mariscos y los antojitos mexicanos, y por último los dulces típicos son el atole de coco, los payos, el chitle y los corundos.